# Bohdan Kotyk
Bohdan Dmytrowycz Kotyk (ukr. Богдан Дмитрович Котик, ur. 6 listopada 1936 w Łuce, zm. 14 sierpnia 1991 we Lwowie) – przewodniczący Miejskiego Komitetu Wykonawczego we Lwowie w latach 1989–1990.
Absolwent Politechniki Lwowskiej, kandydat nauk. Na funkcję przewodniczącego został wybrany w styczniu 1989, w marcu 1990 powtórnie wybrany na tę funkcję przez radnych Lwowskiej Rady Miejskiej, wybranej w pierwszych demokratycznych wyborach samorządowych. Pełnił swoją funkcję do grudnia 1990.
Deputowany Rady Najwyższej Ukraińskiej Socjalistycznej Republiki Radzieckiej. Odznaczony Orderem Czerwonego Sztandaru Pracy oraz Orderem Przyjaźni Narodów. Był inicjatorem uchwały Lwowskiej Rady Miejskiej o usunięciu pomnika Lenina we Lwowie.